# Ana Bogdan

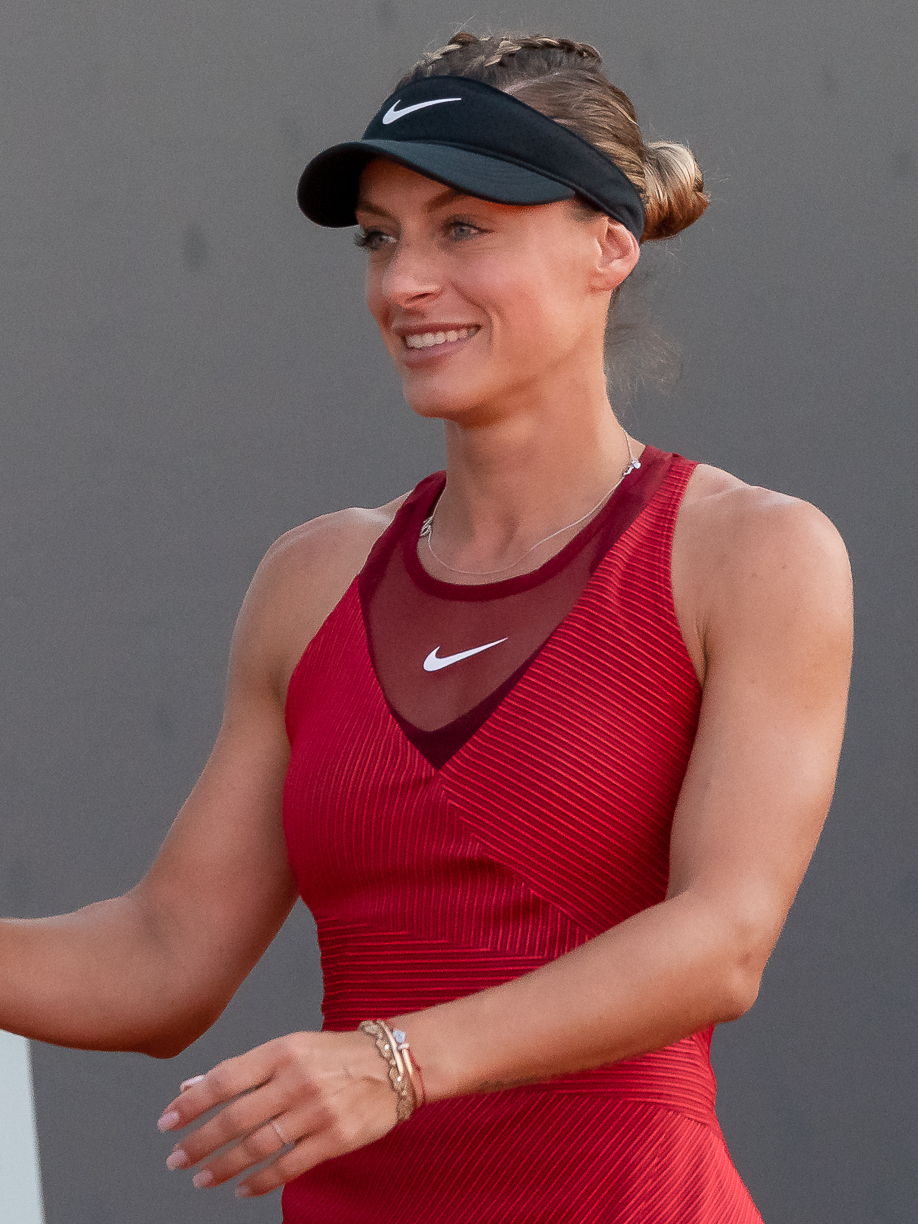
Cluj-Napoca 2021

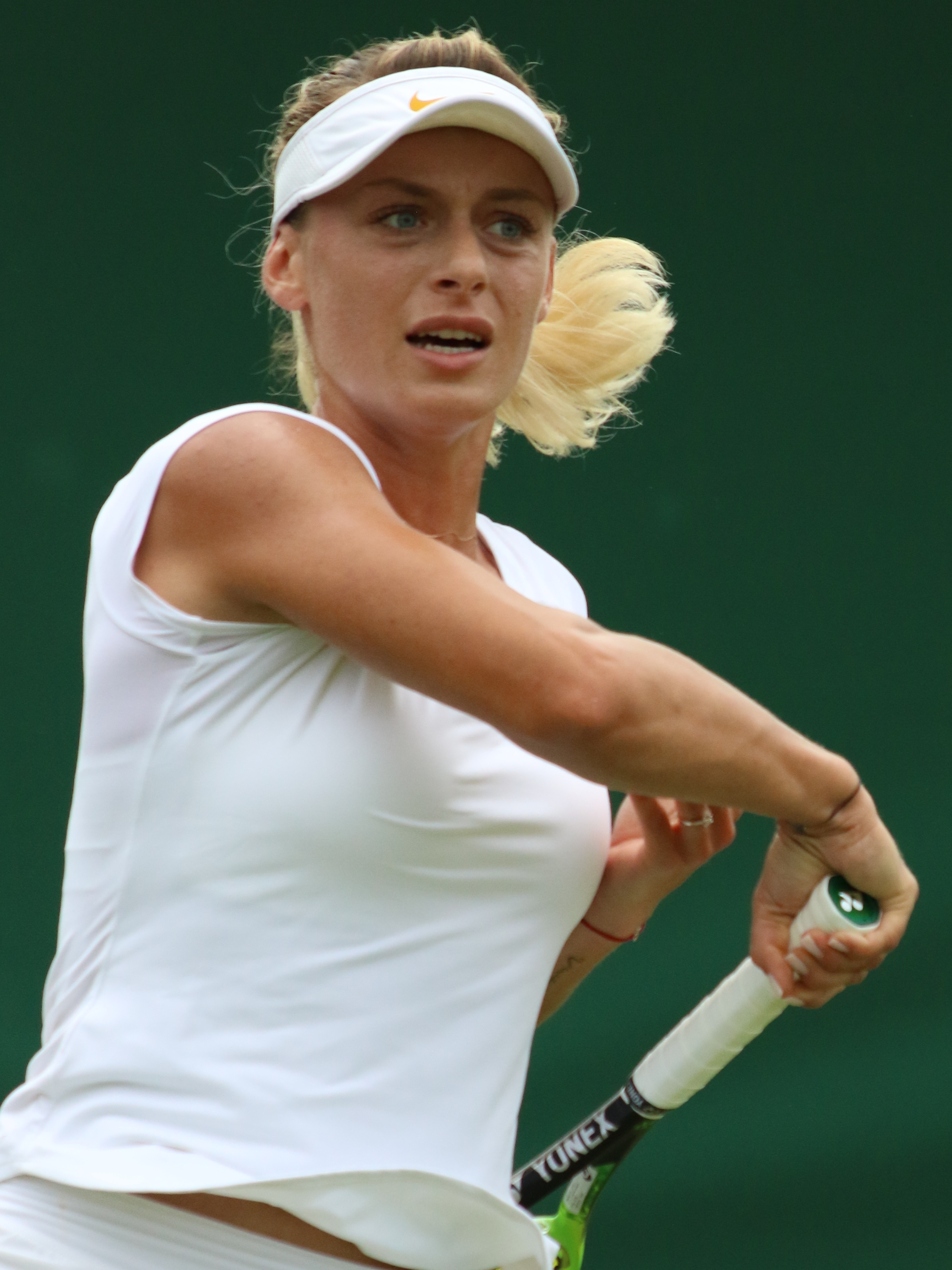
Wimbledon 2019 (kwalificatie)

Ana Bogdan (Sinaia, 25 november 1992) is een tennisspeelster uit Roemenië. Zij begon op achtjarige leeftijd met het spelen van tennis. Haar favoriete ondergrond is hardcourt. Zij speelt rechtshandig en heeft een tweehandige backhand. Zij is actief in het internationale tennis sinds 2007.

## Loopbaan

### Enkelspel
Bogdan debuteerde in 2007 op het ITF-toernooi van Boekarest (Roemenië). Zij stond in 2011 voor het eerst in een finale, op het ITF-toernooi van İzmir (Turkije) – hier veroverde zij haar eerste titel, door de Bulgaarse Aleksandrina Naydenova te verslaan. Tot op heden(februari 2024) won zij veertien ITF-titels, de meest recente in 2022 in Andrézieux-Bouthéon (Frankrijk).
In 2014 kwalificeerde Bogdan zich voor het eerst voor een WTA-hoofdtoernooi, op het toernooi van Bad Gastein – zij bereikte er de tweede ronde. In 2016 speelde zij haar eerste grandslampartij op het US Open doordat zij zich plaatste via het kwalificatietoernooi. Lange tijd kwam zij op de WTA-toernooien niet verder dan de halve finale, op het toernooi van Florianópolis 2016, Boekarest 2017, Monterrey 2018 en Bogota 2018. Pas in 2021 stond zij voor het eerst in een WTA-finale, op het toernooi van Limoges – zij verloor van de Belgische Alison Van Uytvanck. In 2022 veroverde Bogdan haar eerste WTA-titel, op het toernooi van Iași, door de Hongaarse Panna Udvardy te verslaan. Een jaar later prolongeerde zij deze titel – ditmaal was zij in de eindstrijd te sterk voor landgenote Irina-Camelia Begu. Tot op heden(februari 2024) won zij drie WTA-titels, de meest recente in 2023 in Parma.
Haar beste resultaat op de grandslamtoernooien is het bereiken van de derde ronde, eenmaal op het Australian Open 2018, andermaal op Roland Garros 2021 en nogmaals op Wimbledon 2023. Haar hoogste notering op de WTA-ranglijst is de 39e plaats, die zij bereikte in juli 2023.

### Dubbelspel
Bogdan was in het dubbelspel minder actief dan in het enkelspel. Zij debuteerde in 2007 op het ITF-toernooi van Constanța (Roemenië), samen met landgenote Irina-Camelia Begu. Zij stond in 2012 voor het eerst in een finale, op het ITF-toernooi van Antalya (Turkije), samen met Russin Maria Mokh – zij verloren van het Georgische duo Oksana Kalasjnikova en Sofia Kvatsabaia. Twee maanden later veroverde Bogdan haar eerste titel, op het ITF-toernooi van İzmir (Turkije), samen met de Servische Teodora Mirčić, door het duo Abbie Myers en Melis Sezer te verslaan.
In 2014 speelde Bogdan voor het eerst op een WTA-hoofdtoernooi, op het toernooi van Seoel, samen met de Duitse Anna-Lena Friedsam. Haar beste resultaat op de WTA-toernooien is het bereiken van de halve finale, op het toernooi van Monterrey 2019 en op het toernooi van Rabat 2019, beide met de Bulgaarse Isabella Shinikova.
Haar beste resultaat op de grandslamtoernooien is het bereiken van de tweede ronde. Haar hoogste notering op de WTA-ranglijst is de 148e plaats, die zij bereikte in juli 2019.

### Tennis in teamverband
In de periode 2018–2023 maakte Bogdan deel uit van het Roemeense Fed Cup-team – zij behaalde daar een winst/verlies-balans van 4–3.

## Posities op deWTA-ranglijst
Positie per einde seizoen:
| jaar | rang enkelspel | rang dubbelspel |
| ---- | -------------- | --------------- |
| 2007 | 864            | –               |
| 2008 | 794            | 963             |
| 2009 | 503            | –               |
| 2010 | 804            | –               |
| 2011 | 616            | 1165            |
| 2012 | 538            | 883             |
| 2013 | 314            | 746             |
| 2014 | 241            | 829             |
| 2015 | 161            | 711             |
| 2016 | 118            | 1062            |
| 2017 | 115            | 436             |
| 2018 | 71             | 386             |
| 2019 | 129            | 213             |
| 2020 | 92             | 220             |
| 2021 | 112            | 667             |
| 2022 | 48             | 324             |
| 2023 | 67             | 377             |

## Resultaten grandslamtoernooien
| Legenda | Legenda                          |
| ------- | -------------------------------- |
| g.t.    | geen toernooi gehouden           |
| l.c.    | lagere categorie                 |
| –       | niet deelgenomen                 |
| G       | uitgeschakeld in de groepsfase   |
| 1R      | uitgeschakeld in de eerste ronde |
| 2R      | uitgeschakeld in de tweede ronde |
| 3R      | uitgeschakeld in de derde ronde  |
| 4R      | uitgeschakeld in de vierde ronde |
| KF      | uitgeschakeld in de kwartfinale  |
| HF      | uitgeschakeld in de halve finale |
| F       | de finale verloren               |
| W       | het toernooi gewonnen            |
| w-v     | winst/verlies-balans             |

### Enkelspel
| toernooi        | 2016 | 2017 | 2018 | 2019 | 2020 | 2021 | 2022 | 2023 | 2024 |
| --------------- | ---- | ---- | ---- | ---- | ---- | ---- | ---- | ---- | ---- |
| Australian Open | –    | 1R   | 3R   | 1R   | –    | 1R   | –    | 1R   | 1R   |
| Roland Garros   | –    | 1R   | 2R   | –    | 2R   | 3R   | 1R   | 1R   |      |
| Wimbledon       | –    | 2R   | 1R   | 1R   | g.t. | 1R   | 2R   | 3R   |      |
| US Open         | 2R   | 2R   | 2R   | 2R   | –    | 1R   | –    | 1R   |      |

### Vrouwendubbelspel
| toernooi        | 2018 | 2019 | 2020 | 2021 | 2022 | 2023 | 2024 |
| --------------- | ---- | ---- | ---- | ---- | ---- | ---- | ---- |
| Australian Open | –    | 1R   | –    | 1R   | –    | 1R   | 2R   |
| Roland Garros   | 1R   | –    | 1R   | –    | –    | 1R   |      |
| Wimbledon       | 2R   | –    | g.t. | –    | –    | 2R   |      |
| US Open         | 1R   | –    | –    | –    | 2R   | –    |      |

## Palmares
| Legenda                 |
| ----------------------- |
| Grandslamtoernooi       |
| Olympische Spelen       |
| Year-End Championships  |
| Premier Mandatory       |
| Premier Five / WTA 1000 |
| Premier / WTA 500       |
| International / WTA 250 |
| Challenger / WTA 125    |

### WTA-finaleplaatsen enkelspel
| nr.              | finale     | toernooi        | ondergrond    | tegenstandster      | score         |         |
| ---------------- | ---------- | --------------- | ------------- | ------------------- | ------------- | ------- |
| gewonnen finales |            |                 |               |                     |               |         |
| 1.               | 2022-08-07 | WTA Iași        | gravel        | Panna Udvardy       | 6-2, 3-6, 6-1 | details |
| 2.               | 2023-07-23 | WTA Iași        | gravel        | Irina-Camelia Begu  | 6-2, 6-3      | details |
| 3.               | 2023-09-23 | WTA Parma       | gravel        | Anna Schmiedlová    | 7-5, 6-1      | details |
| verloren finales |            |                 |               |                     |               |         |
| 1.               | 2021-12-19 | WTA Limoges     | hardcourt (i) | Alison Van Uytvanck | 2-6, 5-7      | details |
| 2.               | 2022-07-31 | WTA Warschau    | gravel        | Caroline Garcia     | 4-6, 1-6      | details |
| 3                | 2024-02-11 | WTA Cluj-Napoca | hardcourt (i) | Karolína Plíšková   | 4-6, 3-6      | details |